# David Evans (Musikwissenschaftler)
David Evans (* 22. Januar 1944 in Boston, Massachusetts) ist ein US-amerikanischer Blues-Musiker und -Forscher.
1961 bis 1965 studierte er Sprachwissenschaften an der Harvard-Universität. Während seines Studiums begann er sich für Folkmusik zu interessieren und begann Gitarre zu lernen. Sein Interesse verlagerte sich zunehmend auf Blues und andere afroamerikanische Volksmusiken und nach seinem Abschluss in Harvard schrieb er sich im Folklore und Mythologie-Programm der University of California in Los Angeles ein, wo er 1967 mit dem M.A. und 1976 mit dem Ph.D. abschloss.
Von 1965 betrieb er bis in die Mitte der 1970er Jahre darüber hinaus Feldforschung in den Südstaaten und sammelte dabei Aufnahmen und Interviews, die die Grundlage musikalischer und sachliterarischer Veröffentlichungen bildeten.
Ab 1969 lehrte Evans an der University of California, Los Angeles, seit 1978 ist er als Professor an der Rudi E. Scheidt School of Music der University of Memphis tätig, wo er den einzigen ethnomusikwissenschaftlichen Studiengang mit Schwerpunkt Volks- und Populärmusik der amerikanischen Südstaaten aufbaute.
Seine bekanntesten Buch-Veröffentlichungen sind Tommy Johnson von 1971 sowie ein biographischer Essay über Charley Patton 1987, der geringfügig überarbeitet 2001 im Materialband der Charley-Patton-Werkausgabe neu veröffentlicht wurde und für den er 2003 den Grammy für die Best Album Notes erhielt. Seine Studie Big Road Blues aus dem Jahr 1982 wurde 1991 in die Blues Hall of Fame (Classics of Blues Literature) aufgenommen. Einen weiteren Grammy in der Kategorie Best Album Notes erhielt Evans 2019 für Voices Of Mississippi: Artists And Musicians Documented By William Ferris.
1979 hat Evans die High Water Recording Company gegründet.